# 리차드 탠

리차드 탠(Richard Tanne, 1985년 2월 4일 ~ )은 미국의 영화 감독, 배우, 각본가, 영화 프로듀서이다.
리빙스턴에서 태어났다.

## 영화
- 사우스사이드 위드 유 (2016년)
- 워스트 프렌즈 (2014년) - 제이크 역
- 더 브레이크업 다이어리 (2013년)
- 박스드 인 (2011년) - 토미 역
- 미스치프 나이트 (2011년)
- 변종샤크 (2011년) - 타일러 역
- 2001 매니악스 (2005년)